# 삼화여객 (제주)
삼화여객(三和旅客)은 제주특별자치도의 시내버스 운송 업체로 본사는 제주특별자치도 제주시 서광로2길 43(오라1동)에 위치해 있다.

## 연혁
- 1974년 6월 28일 : 회사 설립

## 운행 노선

### 급행버스
- ● 182번 : 제주버스터미널 ↔ 서귀포버스터미널 ↔ 제주국제공항

### 간선버스
- ● 240번 : 제주버스터미널 ↔ 제주국제컨벤션센터
- ● 282번 : 제주버스터미널 ↔ 평화로 ↔ 서귀포버스터미널
- ● 311번,312번 : 한라수목원 ↔ 함덕

### 지선버스
- ● 415번 : 한라수목원 ↔ 국제부두
- ● 440번 : 한라수목원 ↔ 봉개
- ● 441번,442번 : 별빛누리공원 ↔ 연북로 ↔ 보건소 ↔ 사대부고 ↔ 중앙로 ↔ 별빛누리공원
- ● 445번,444번 : 도평 ↔ 외도 ↔ 도두 ↔ 한라병원 ↔ 중앙여중 ↔ 도두 ↔ 외도 ↔ 도평
- ● 455번 : 제주대학교 ↔ 장전초등학교
- ● 461번,462번 : 해안 ↔ 한라병원 ↔ 제주중학교 ↔ 노형오거리 ↔ 해안
- ● 465번,466번 : 도립미술관 ↔ 도청 ↔ 서문시장 ↔ 인화동 ↔ 터미널 ↔ 도청 ↔ 제주도립미술관

### 공항버스
- ● 800번 : 제주버스터미널 ↔ 서귀포버스터미널
- ● 801번 : 제주버스터미널 ↔ 서귀포환승정류장(서귀포등기소)

## 현재 보유 차량

#### 자일대우버스
- 자일대우 NEW BS090
- 자일대우 NEW BS106

#### 현대자동차
- 현대 그린시티
- 현대 뉴 슈퍼 에어로시티[1]
- 현대 일렉시티
- 현대 유니버스 스페이스 엘레강스

#### 우진산전
- 우진산전 아폴로 1100

## 같이 보기
- 제주특별자치도의 시내버스